# Список імовірних дат кінця світу
Кінець світу — масштабне (космічне явище), яке веде до знищення людської цивілізації, планети Земля, галактики або всього Всесвіту. У науковому сенсі під цим терміном найчастіше йдеться про знищення всього сущого, тобто всього матеріального світу; в повсякденному — знищення земної цивілізації (Глобальна катастрофа).
У статті міститься список дат кінця світу за есхатологічними і науковими сценаріями й список глобальних катастроф минулого і майбутнього.

## Минулі дати та сценарії
- 33, 666, 900, 999, 1000, 1013, 1033, 1492, 1584, 1666, 1844, 1899, 1900, 2000 — кінець світу, який очікувався в християнському світі згідно з різними трактуваннями Біблії та Священних переказів пророків, а також системами відліку в різних календарях;
- 156 — кінець світу та Апокаліпсис згідно з пророцтвом одного з першохристиян Монтана;
- 1492 — дата кінця світу, заснована на прогнозі, що «цей світ створений на 7000 років». Візантійська ера, яка від створення світу широко використовувалася того часу в православних країнах, починалася, і 1492 року спливали необхідні 7000 років.
- 15 січня і 20 лютого 1524, червень 1525 — кінець світу як велика повінь згідно з прогнозами німецького астролога і математика Йоханнеса.
- 18 жовтня 1533 — кінець світу згідно з розрахунками німецького математика і ченця Міхаеля Штіфеля;
- 1688–1700 — кінець світу згідно з розрахунками та тлумаченнями Апокаліпсиса середньовічного шотландського математика Джона Непера;
- 13 жовтня 1736 — кінець світу як велика повінь згідно з прогнозами англійського богослова
- 19 жовтня 1814 — кінець світу з народженням віщункою другого месії
- 12 листопада 1833 — кінець світу, що очікувався в США внаслідок сильного зоряного дощу;
- 3 квітня і 7 липня 1843, 21 березня і 22 жовтня 1844 — дні очікування другого пришестя Ісуса Христа і початку Судного дня згідно з тлумаченням пророцтв Біблії послідовниками
- 1848 — кінець світу згідно з прогнозами румунського святого
- 1874 — дата другого пришестя Ісуса Христа і початку Судного дня згідно з тлумаченнями пророцтв Біблії деякими течіями адвентистів, які не прийняли вчення адвентистів сьомого дня;
- 1 (13) листопада 1900 — кінець світу згідно з вченням секти в Росії, близько сотні членів якої зробили самоспалення;
- 17 грудня 1919 — кінець світу внаслідок параду 6 планет, спалахів на Сонці та спалення Землі згідно з розрахунками американського метеоролога.
- 21 вересня 1945 о 5:33 — спалення Землі та кінець світу згідно з одкровенням американського священника;
- 20 грудня 1954 — кінець світу під час найсильніших землетрусів та повеней згідно з прогнозами американського лікаря.
- 14 липня 1960 о 13:45 — кінець світу для людства внаслідок вибуху секретної американської бомби згідно з уявленням прихильників італійського дитячого лікаря, які спорудили гірський притулок — «ковчег»;
- 2 лютого 1962 між 12:05 і 12:15 — кінець світу через парад планет згідно з розрахунками індійських астрологів;
- 25 грудня 1967 — кінець світу внаслідок ядерної війни відповідно до вчення данської секти, яка спорудила захисток — підземний бункер;
- 19 жовтня 1969 після заходу сонця — кінець світу згідно з оповіданням Рея Бредбері «Завтра кінець світу»;
- 31 грудня 1970 о 24:00 — кінець світу згідно з розрахунками американської християнської церкви Істинного Світла;
- 2 жовтня 1978 — викладений у книзі «Засуджений глобус» кінець світу внаслідок розпочатої СРСР ядерної війни, відповідно до одкровення австралійського бізнесмена-письменника та його послідовників, які спорудили прихисток «Місто кінця світу»;
- 29 квітня 1980 — кінець світу внаслідок ядерної війни, відповідно до бахаїстської сектита, яка спорудила прихисток в горах США;
- 11-13 вересня 1988 — кінець світу згідно з Е.
- 21 травня 2011 (о 18-й годині) — судний день згідно з деякими трактуваннями Біблії;
- 21—23 грудня 2012 — кінець світу (кінець часів) за календарем мая. — останнього циклу — мало закінчитися кінцем світу (зимовим сонцестоянням), за якими має настати чергове народження Всесвіту. Ця дата викликала безліч панікерських пророцтв та езотеричних спекуляцій. Теорія популярна у течії Нової Ери, в якій язичництво змішується з християнською антиязичницькою ідеєю Апокаліпсиса. Згідно з розрахунками деяких астрологів, кінець світу мав настати в результаті порушення всіх космічних циклів після сонячного затемнення 12 грудня 2012 о 12:00 при поєднанні з парадом планет і подальшим проходженням диска Сонця через площину нашої Галактики. Унаслідок цього на Землі відбулася б зміщення полюсів і всесвітня повінь, від якої мали вижити тільки у 0,5 % населення (приблизно 35 млн із 6,9 млрд)[джерело?];
- 2020 — стверджувалось, що Армагеддон відбудеться у 2020 році, і Ісус повернеться, щоб перемогти нечестиву Трійцю — Антихриста, Сатану і Лжепророка — між 2020 і 2037 роками. До того часу людей стане менше у 2 рази. Діксон прогнозувала раніше, що кінець світу відбудеться 4 лютого 1962[1].
- 2021 — крайній термін, до якого повинна була відбутися інверсія магнітного поля Землі згідно з гіпотезою періодичних планетарних катаклізмів, унаслідок інверсії повинно було загинути більша частина людства[джерело?].

## Майбутні дати та сценарії
- Дата невідома — кінець світу (кінець християнського світу) за передбаченням Св. Малахії. Почнеться будь-якого часу після смерті Папи Римського Бенедикта XVI. Передують Кінцеві Світу гоніння на католицьку церкву. Повний текст передбачення: «Під час останнього гоніння катедру Святої Римської Церкви буде займати Петро Римлянин, який буде пасти овець посеред безлічі лих. У цей час семихолмне Місто буде зруйновано, і Страшний Суддя буде судити народ Свій. Кінець»;
- Дата невідома — кінець світу за християнською есхатологією згідно з Одкровенням Іоанна Богослова (воно ж «Апокаліпсис») — книгою Біблії про знищення сучасного світу. Відбудеться при Армагеддонові — горі в Ізраїлі, місці останньої битви добра зі злом. Передбачає загибель всіх нехристиян і великого Вавилона. Низка коментаторів вважає, що ці події не будуть супроводжуватися знищенням Землі та всього людства, а тому не можуть розглядатися як кінець світу;
- Дата невідома — кінець світу за ісламською есхатологією, за якою йдеться про загибель всього живого та переоблаштування Всесвіту, після чого всі люди постануть перед Страшним судом та будуть відправлені за заслугами до Раю та Пекла.
- Дата невідома — кінець світу за теоремою «Судного дня».
- Дата невідома — кінець світу від Машини судного дня (гіпотетичний пристрій знищення Землі)
- 2036 — загибель Землі через зіткнення з астероїдом Апофіс;
- 2060 — кінець світу та Апокаліпсис з розрахунку 1704 року Ісаака Ньютона за біблійною книгою Даниїла та Одкровенням Іоанна Богослова згідно з рядом джерел[яких?];
- 2098 — кінець світу в результаті космічної катастрофи згідно з розрахунками за Одкровенням Іоанна Богослова.
- Через 5 мільярдів років — термоядерні реакції вичерпають запаси водневого палива в центрі Сонця, Сонце перетвориться на червоного гіганта, його радіус досягне радіуса земної орбіти й Сонце поглине її;
- Через 15 мільярдів років після Великого вибуху та за 5 мільярдів років від сьогодні в результаті чергового Великого розриву. Згідно з теорією Великого вибуху Всесвіт виник близько 13,7 млрд років тому з гравітаційної сингулярності і по сьогоднішній день перебуває в процесі постійного розширення, яке спостерігається астрономами, як космологічний червоний зсув частот випромінювання далеких галактик. Подальша еволюція залежить від вимірюваного експериментально параметра — середньої густини речовини в сучасному Всесвіті. Якщо густина не перевищує певного (відомого з теорії) критичного значення (Ω<1), Всесвіт буде розширятися вічно, в протилежному випадку (Ω>1) розширення зміниться стисненням, і У випадку (Ω>1) космологічний кінець світу являтиме собою грандіозний колапс всієї маси речовини Всесвіту у гравітаційну сингулярність, в іншому випадку (Ω≤1) на Всесвіт очікуватиме або теплова смерть, що означатиме поступове перетворення всієї речовини Всесвіту на фотони, або Великий розрив, що означатиме неможливість жодних фізичних взаємодій через зменшення горизонту подій до нескінченно малої величини, що відбудеться при наближенні швидкості розбігання галактик до світлової.